# Línea D50 (Córdoba)
Línea D50, anteriormente denominada D3 y D6, fue una línea diferencial de transporte urbano de pasajeros de la ciudad de Córdoba, Argentina. El servicio era operado por la empresa Autobuses Santa Fe.

## Recorrido
Desde barrio Gral. Mosconi a barrio Parque Horizonte.
 Servicio diurno.
IDA:  De Marco de Pont y Parravicini – Por esta – Rancagua– Capdevila – Av. Alem – Bulnes – Viamonte – Sarmiento – Pte. Sarmiento – Bv. Perón – San Jerónimo – 27 de Abril – Av. Vélez Sarsfield – Irigoyen – Plaza España – Valparaíso – Haya de la Torre – Medina Allende – Maestro López – Cruz Roja Argentina – Belardinelli – Beam – Rafael Bielsa – José Guardado – Taboada– Viña de Mar –El Tirol – Acapulco – Tahití hasta Mar de Ajo.
Regreso:   De Tahití y Mar de Ajo – Por esta – Capri – El Tirol –– Viña de Mar – Cocca – Maceda – Belardinelli – Cruz Roja Argentina – Maestro López – Medina Allende – Haya de la Torre – E. Barros – Los Nogales  – Valparaíso – Plaza España – Chacabuco – Maipú – Emilio Olmos – 24 de Septiembre – Esquiú – Buchardo – Jacinto Ríos – Av. Alem – Capdevila – Rotterdam – Cosenza – Rancagua- Parravicini hasta Marco de Pont.

## Transbordo o combinación diferencial
El transbordo o combinación para las líneas diferenciales sólo se aplicará entre líneas diferenciales.
Al pasajero se le descontará la mitad del valor del pasaje diferencial al pasar la tarjeta por la segunda validadora. Esto si el transbordo se realiza dentro del plazo de una hora desde el pago del primer viaje y el pago del segundo.